# Sayhuite
Sayhuite (en quechua: Saywiti; de sayay, 'enhiesto' o 'parado' y riti, 'hielo': 'hielo enhiesto') es un complejo arqueológico peruano ubicada en el distrito de Curahuasi de la provincia de Abancay en el departamento del Apurímac. Se halla en terrenos que pertenecieron a la antigua hacienda Sayhuite (propiedad de la familia Valer) a la altura del kilómetro 45 de la carretera Abancay-Cuzco, a 3500 m s.n.m. 

## La Piedra de Sayhuite

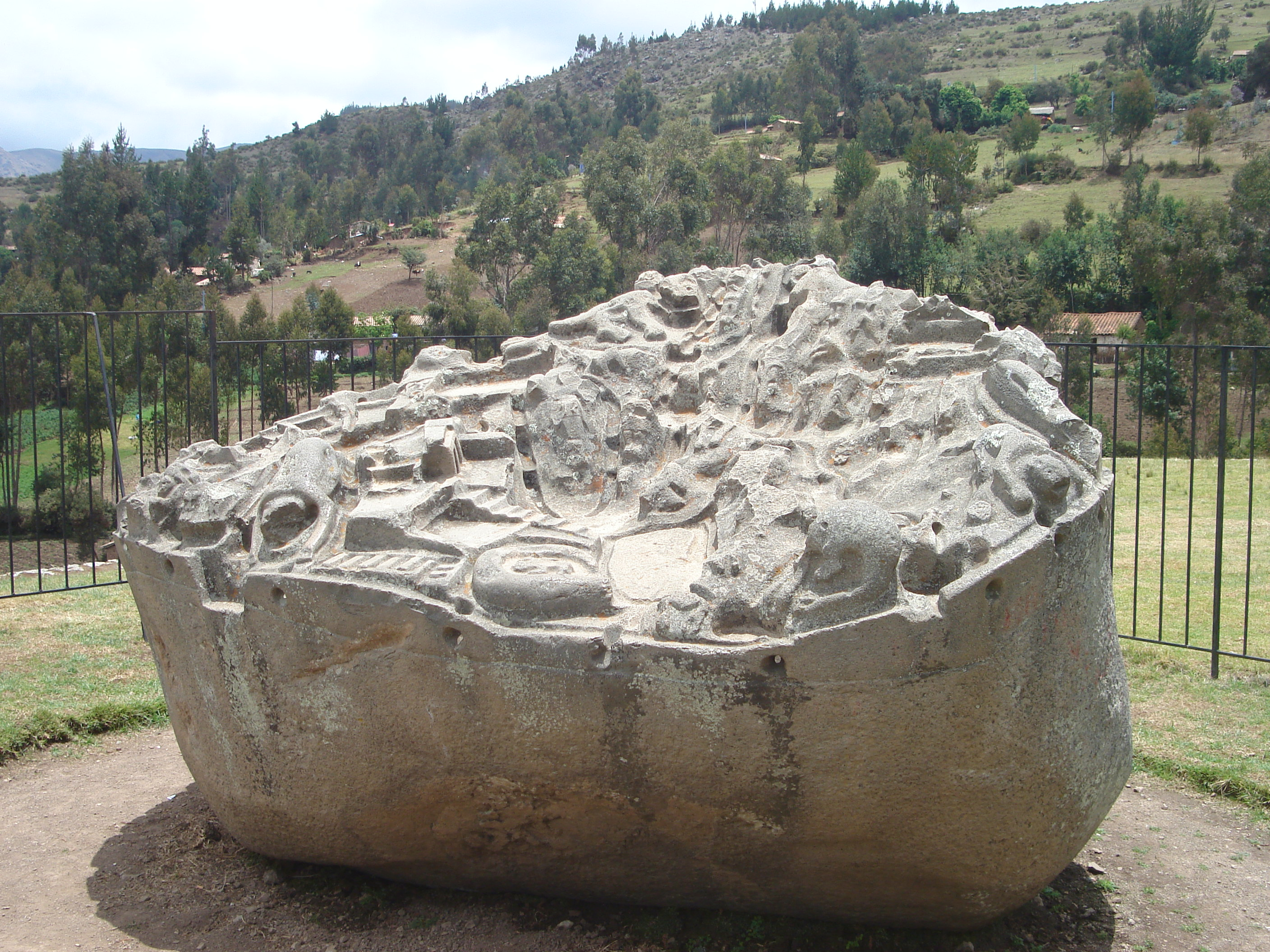
Piedra de Sayhuite

La piedra de Saywite es un gran bloque de granito de más o menos once metros de circunferencia, cuatro de diámetro y casi dos y medio de alto, ornamentado en su mitad superior con una serie de complejas y misteriosas figuras.
El monolito contiene más de doscientas figuras fitomorfas, zoomorfas, de accidentes geográficos y construcciones humanas talladas en un aparente desorden y aprovechando los relieves y depresiones naturales de la piedra. Se desconoce qué uso se le daba, pero estando en un centro ceremonial lo probable es que tuviera una significación religiosa, quizá una representación simbólica del universo o, como sostiene Federico Kauffman Doig, estuviese relacionado con el culto del agua, una especie de gigantesca paccha, habida cuenta de los receptáculos en los que podía empozarse la lluvia. Los felinos esculpidos arriba serían, para este destacado estudioso "representaciones naturalistas de Qhoa en actitud fertilizadora".
Otros, considerando que muchas figuras representan construcciones humanas, canales, escalinatas, estanques, proponen que la piedra de Sayhuite fue una especie de plano o croquis pétreo hecho por arquitectos incas para llevar el control de las obras hidráulicas que realizaban.